# SMS home routing
SMS Home Routing je úprava způsobu doručování krátkých textových zpráv SMS v síti GSM umožňující, aby na zprávy bylo možné aplikovat služby požadované adresátem (například archivace, přesměrování, filtrování, ochrana před spamem nebo přeposlání na e-mail) i v případě, že odesilatel a adresát zprávy nejsou ze stejné sítě. 
3GPP přijalo SMS Home Routing v roce 2007 a tak umožnilo operátorům poskytovat účastníkům pokročilé služby použitelné na odesílané i přijímané zprávy.

## Popis problému
Původní GSM specifikace předpokládala, že textové zprávy zaslané jedním účastníkem druhému účastníkovi budou procházet pouze jedním střediskem textových zpráv (SMS centrum). Pokud odesilatel a adresát zprávy nejsou ze stejné sítě, zpráva projde pouze SMS centrem v domovské síti odesilatele. Tento přístup vycházel z toho, že služba SMS nebyla navrhována jako prostředek pro komunikaci mezi lidmi, ale spíše jako nástroj pro posílání zpráv od operátora uživateli (např. informování uživatele o stavu jeho hlasové schránky).
V roce 2006 britský operátor Vodafone upozornil 3GPP, že tento způsob doručování textových zpráv znemožňuje poskytovat některé služby, což znamená i nižší příjmy operátorů. 

## Řešení
Home Routing využívá systém směrování zpráv odesílaných z SMS centra příjemci: SMS centrum se dotazuje domovského registru v domovské síti příjemce, u jakého MSC je příjemce zprávy registrován. HLR na tento dotaz nevrátí adresu MSC, ale adresu příjemcova SMS centra. To musí být schopno přijmout zprávu určenou pro mobil (tzv. mobile terminated zprávu – MT zprávu) a po aplikování požadovaných služeb zprávu doručí přes MSC, u kterého je příjemce registrován.
Sdružení 3GPP standardizovalo dva druhy SMS Home Routingu:
- netransparentní Home Routing podporující všechny typy pokročilých SMS služeb
- transparentní Home Routing podporující omezenou sadu pokročilých SMS služeb a vytváření doručenek